# Mitrephora vulpina
Mitrephora vulpina är en kirimojaväxtart som beskrevs av Cecil Ernest Claude Fischer. Mitrephora vulpina ingår i släktet Mitrephora och familjen kirimojaväxter. Inga underarter finns listade i Catalogue of Life.